# Грабівщина (заказник, Бобровицький район)
Грабівщина — гідрологічний заказник місцевого значення в Україні. Розташований у межах Бобровицької громади Ніжинського району Чернігівської області на північний захід від с. Кобижча.
Площа — 43 га. Статус присвоєно згідно з рішенням Чернігівського облвиконкому від 27.12.1984 р. № 454. Перебуває у віданні ДП «Ніжинське лісове господарство» (кв. 63, 64 Кобижчанського лісництва).
Охороняється низинне  болото серед дубово-соснового лісу з домішкою вільхи та берези, де зростає лучно-болотне різнотрав'я. Заказник має велике значення в регулюванні водного режиму прилеглих територій. 